# Yarden (film)
Yarden är en svensk film från 2016 i regi av Måns Månsson. Filmen bygger på Kristian Lundbergs roman Yarden. I rollerna ses bland andra Anders Mossling, Hilal Shoman och Isaak Theodoridis.

## Handling
En journalist får sparken efter att ha skrivit en recension av sin egen bok. För att slippa arbetslöshet tar han ett jobb som biltransportör vid Yarden – vilket är smeknamnet för en omlastningsplats för nya bilar – i Malmö. På det nya jobbet blir hans identitet ett femsiffrigt nummer – 11811. De anställda styrs totalt av ledningens direktiv och tillåts inte försvara eller förklara misstag som begås under arbetet. Enskilda personer kan godtyckligt få skulden för händelser som de inte rår över. Ledningen uppmanar de anställda att anmäla om de upptäcker vem bland kollegerna som utför stölder av airbags. En belöning utgår för korrekta tips. Journalistens son bor fortfarande hemma, och pengabristen tär på deras förhållande. Efter en utmätning där sonens TV beslagtas, och efter en till synes godtycklig uppsägning från jobbet som biltransportör, ställs situationen på sin spets och journalisten drivs till att tjalla och ljuga för att få tillbaka sitt enformiga jobb som biltransportör.

## Om filmen
Yarden har visats i SVT, i mars 2018 och i maj 2021.

## Rollista i urval
- Anders Mossling – 11811
- Hilal Shoman – 19213
- Isaak Theodoridis – 11271
- Korosh Mirhosseini – 10173
- Mohamud Abdullahi Jama – 14173
- Veselko Bedi – 12447
- Adnan Sahin – 17359